# 阿道夫·冯·门采尔
阿道夫·弗里德利希·艾尔德曼·冯·门采尔（德語：Adolph Friedrich Erdmann von Menzel，1815年12月8日—1905年2月9日）是德国油画家和版画家。他与卡斯帕·大卫·弗里德里希一起被认为是19世纪最杰出的两位德国画家，也是他那个时代德国最成功的艺术家之一。他最初被名為阿道夫·门采尔，直到1898年被封为騎士，才更名为阿道夫·冯·门采尔。
他在他的祖国的受欢迎程度，尤其是他的历史画作，使得他的主要画作很少离开德国，因为许多画作很快就被柏林的博物馆收购。门采尔的图形作品（尤其是他的绘画）得到了更广泛的传播；这些连同最初不打算展示的非正式绘画，在很大程度上解释了他死后的声誉。
尽管门采尔四处旅行是为了寻找自己的艺术主题、参观展览以及会见其他艺术家，但门采尔一生的大部分时间都在柏林度过，尽管有众多的友谊，但他自己承认，他与其他人保持着距离。他很可能仅仅因为身体原因而感到与社会疏远———他的头很大，身高大约六英尺四英寸。

## 生平

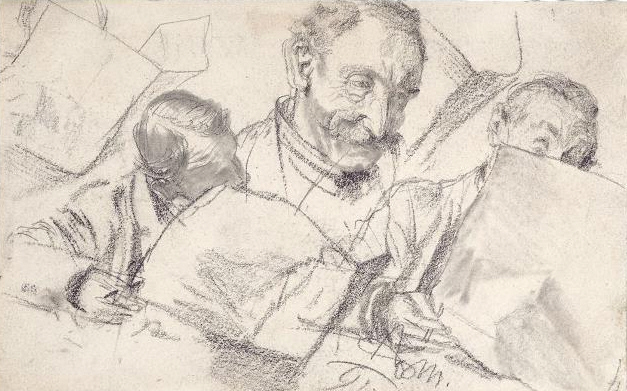
铅笔素描 （1891年）

门采尔出生于普鲁士西里西亚省的省会布雷斯劳，他的父亲是一位女子学校的校长，1830年，全家迁居柏林，他父亲开办了一个石印工厂，在他17岁时父亲去世，他承担起支撑家庭的责任，供养母亲和弟妹，1833年他18岁时，柏林一家出版社出版了他的一本为歌德的诗集插图的石版画册。从1839年至1842年，他创作了大约400幅木刻版画，为《腓特烈大帝传》作插图，从1843年至1849年，他根据腓特烈·威廉四世的委托，为《腓特烈大帝全集》创作了200幅插图。从此，他成为德国著名的插图画家，他自学油画创作，很快创作出大批绘画作品，主要描绘腓特烈大帝时代的历史场景，但也描绘日常生活的景象，绘画题材丰富。
1898年，他获得当时普鲁士王国的最高荣誉黑鹰勋章和贵族称号，成为当时国内最伟大的画家。他曾经三次到法国，三次到意大利旅行，但几乎每年都有两个月去德国乡间旅行，画了大量的速写和素描作品，他热心于绘画，身后留下80本素描集和近7000张单张素描。门采尔以90岁高龄在柏林逝世，第二次世界大战期间，他的部分油画作品在战争中烧毁或散失。

## 作品

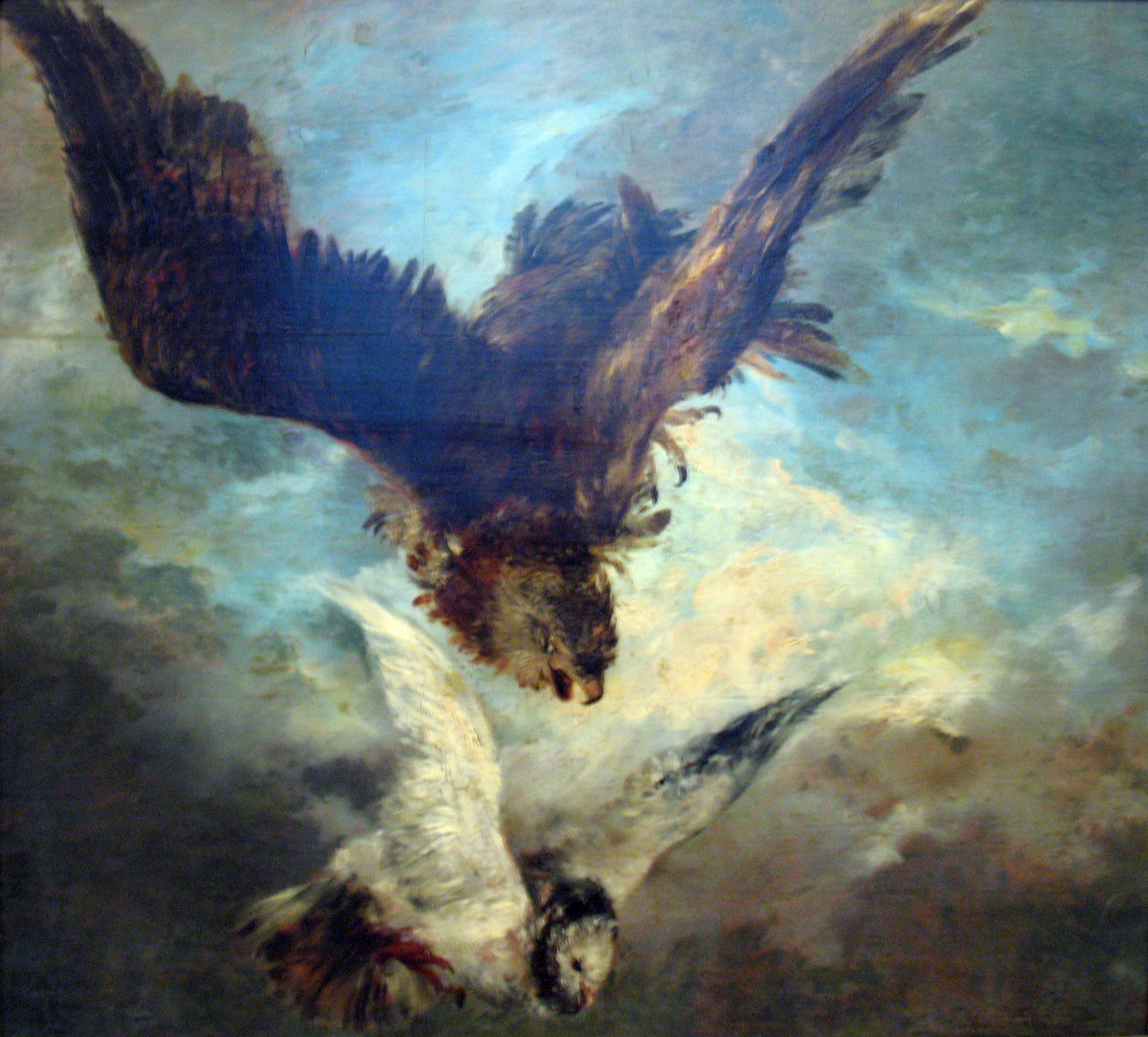
《鷹隼襲擊鴿子》，1844
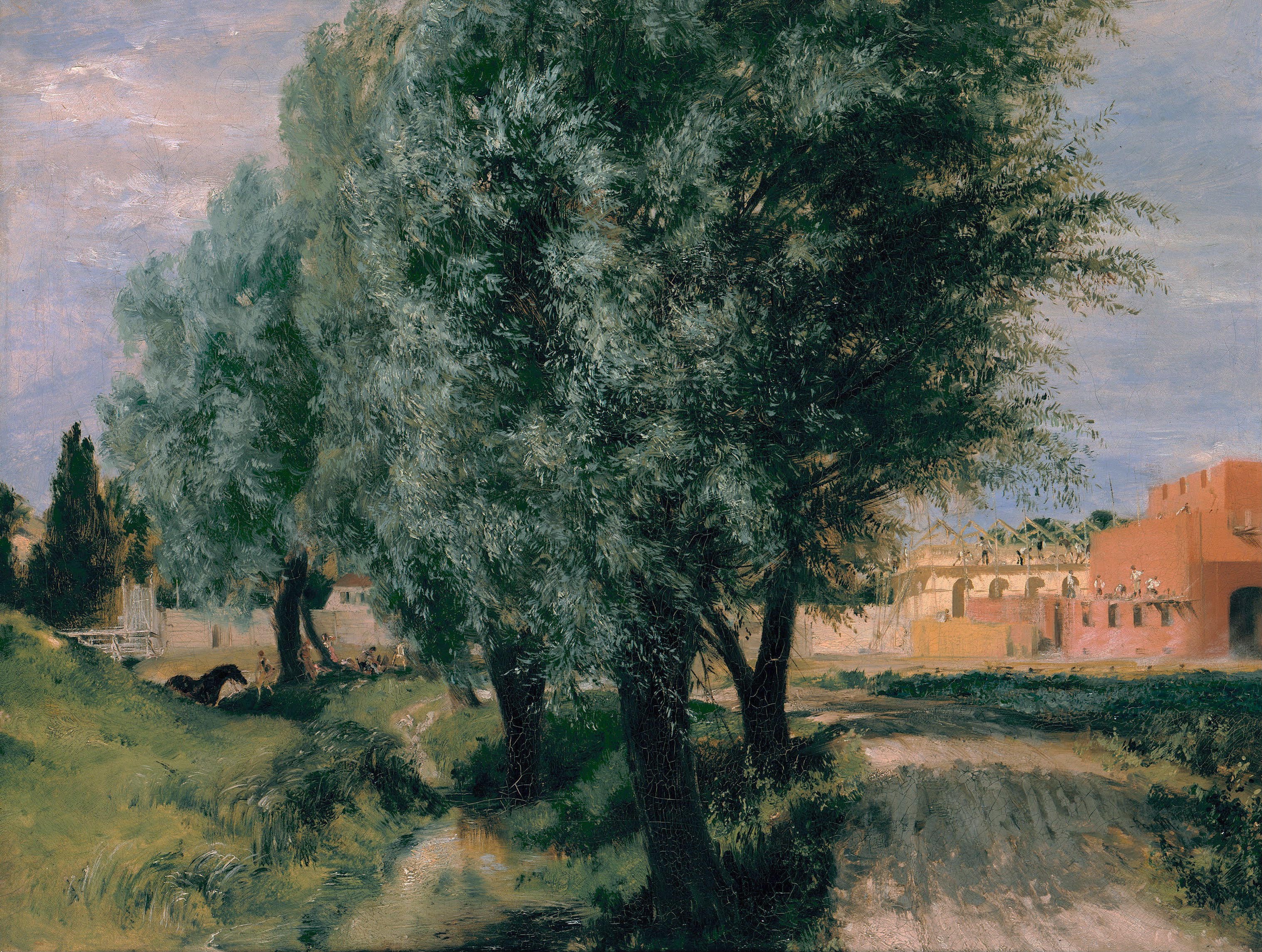
《柳樹旁的工地》 ，1846
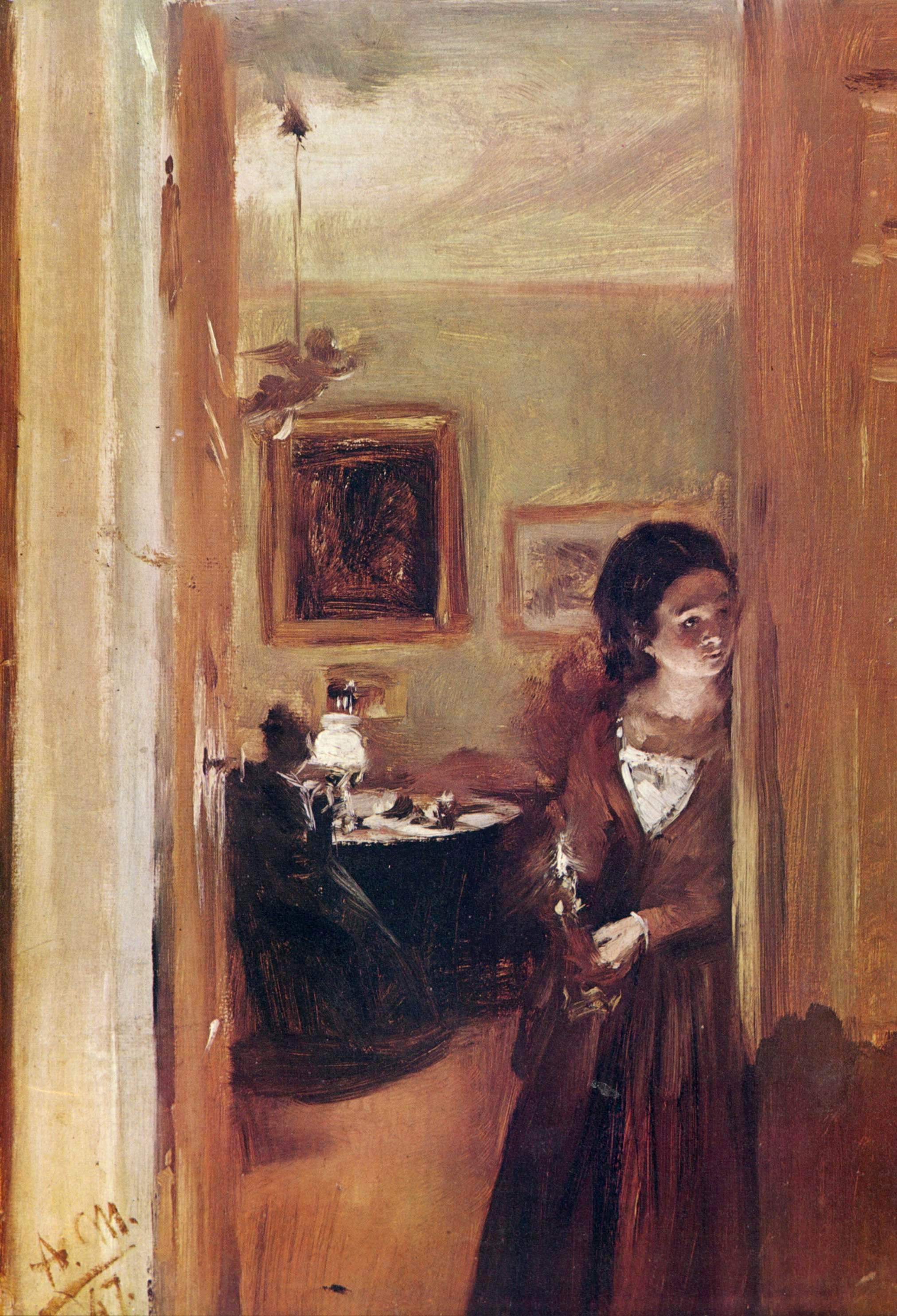
《藝術家妹妹的房間》，1847
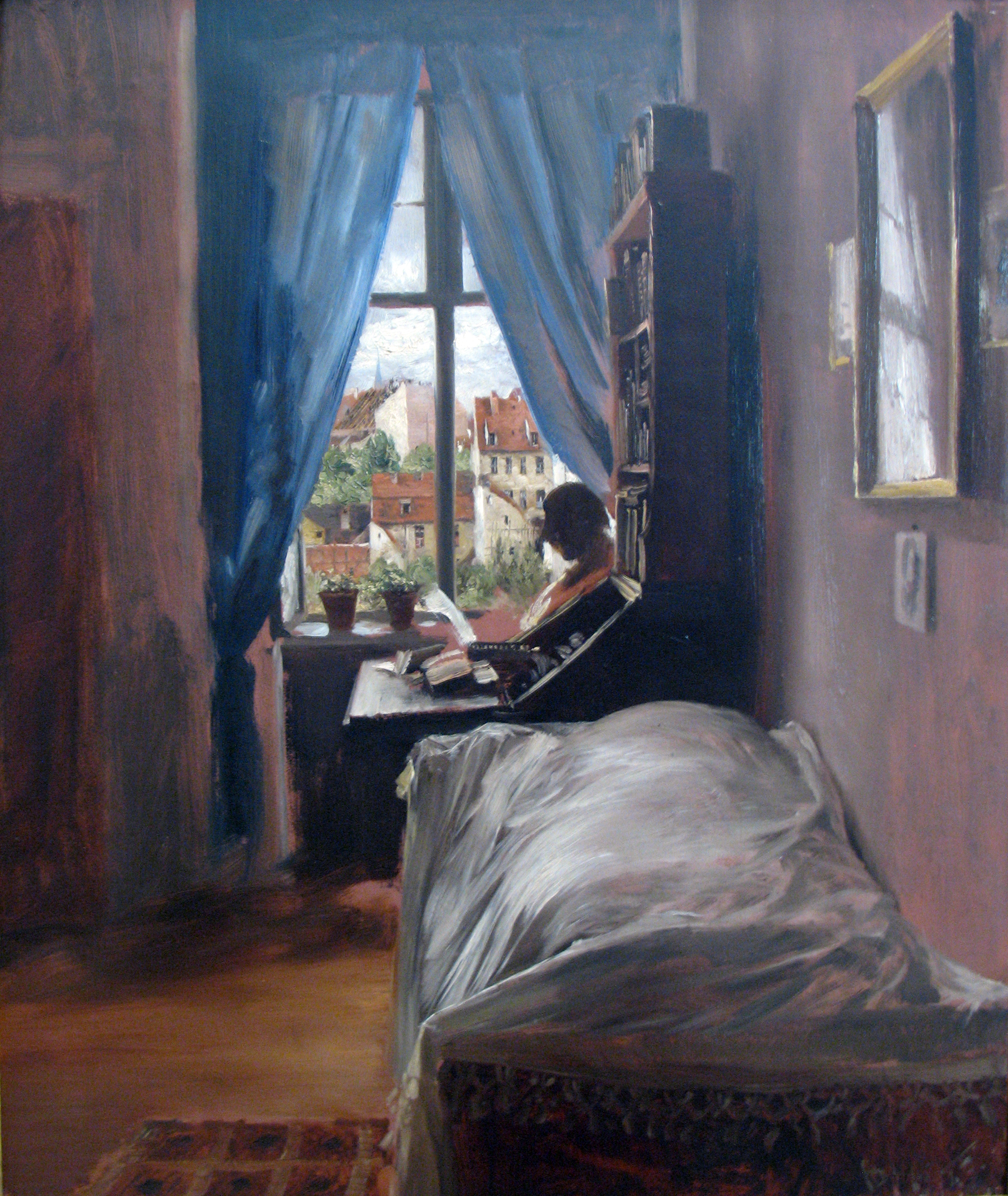
《騎士大街的藝術家的居室》，1847
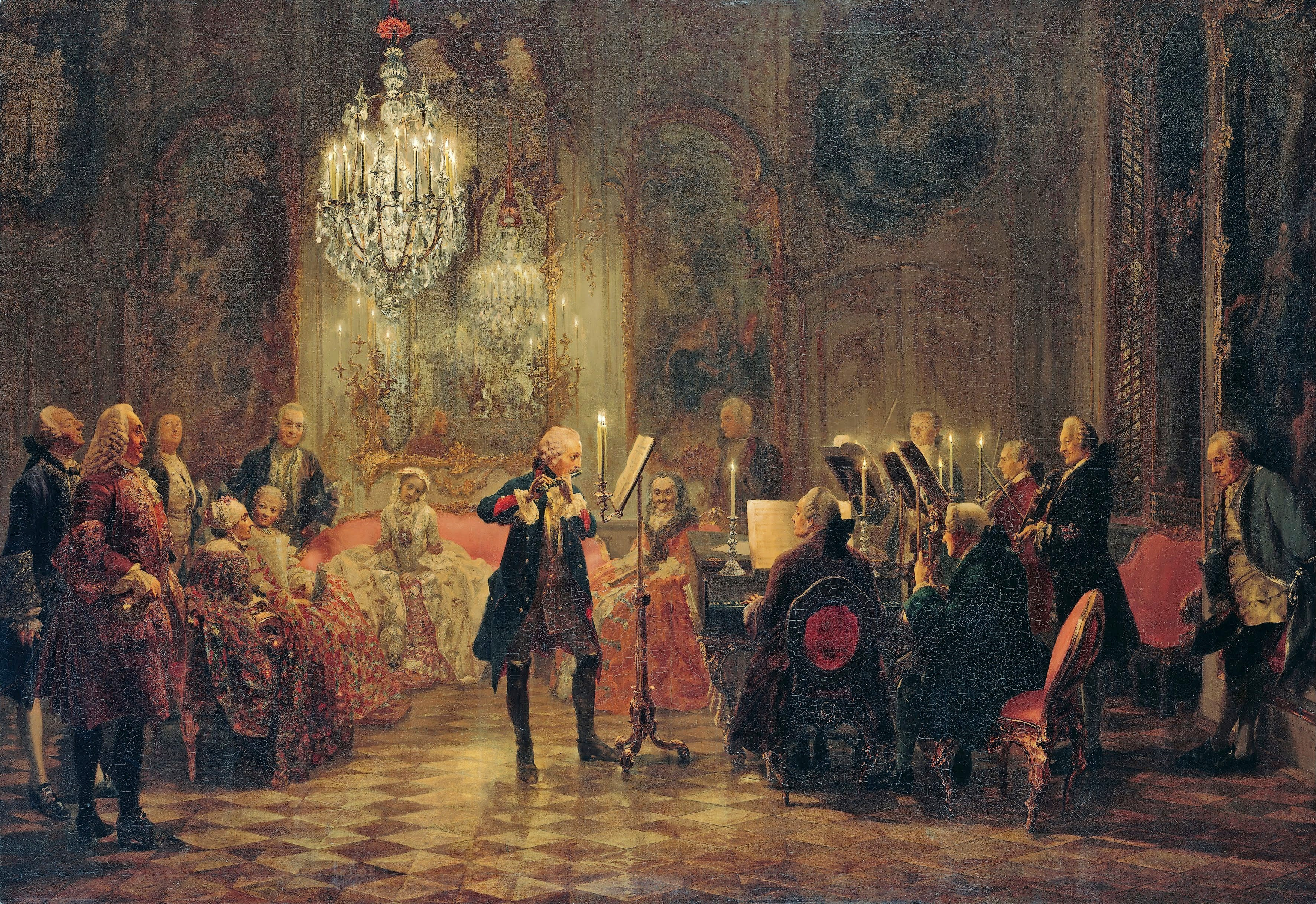
《腓特烈大帝在無憂宮的長笛音樂會》，1852
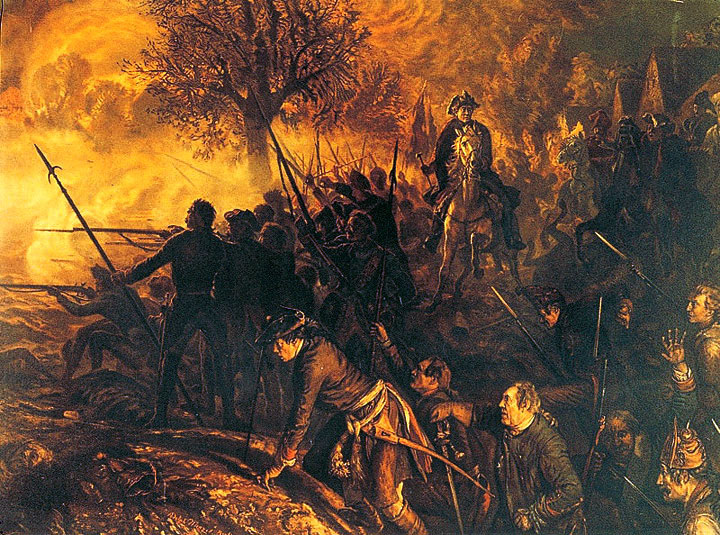
《霍赫基希的腓特烈》 ，1856
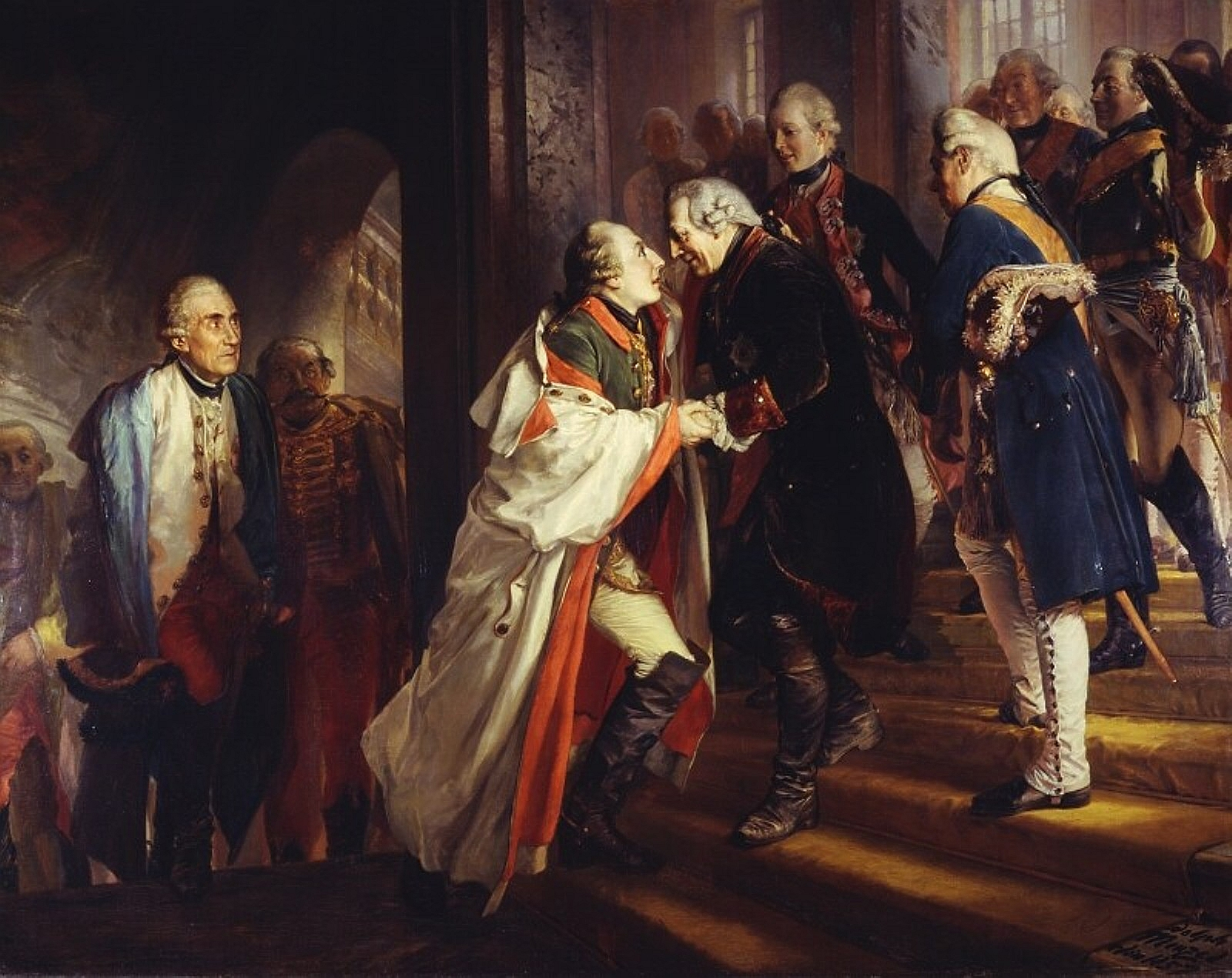
《1769年腓特烈二世和約瑟夫二世在尼斯會面》，1857
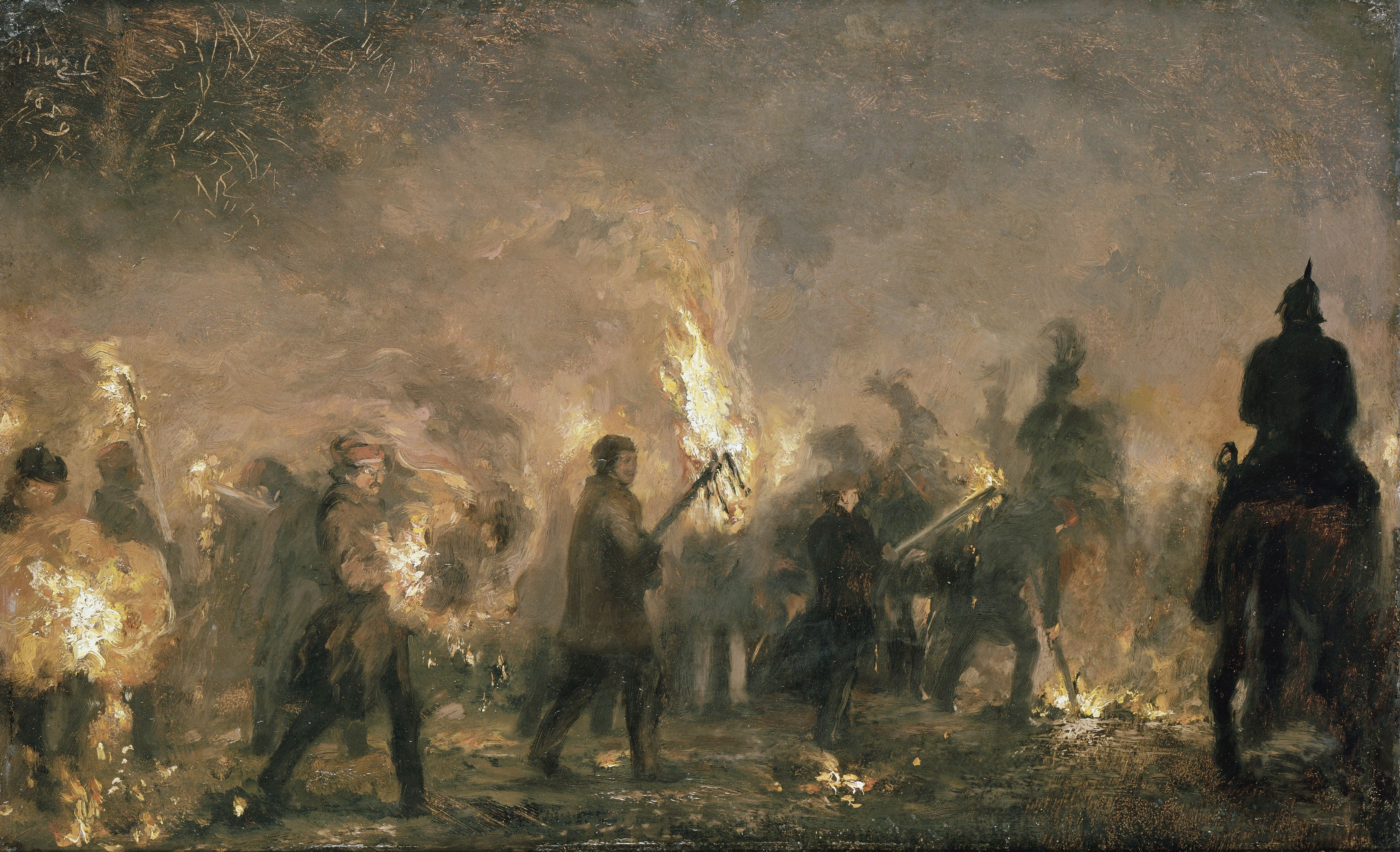
《學生們的火把遊行》，1859
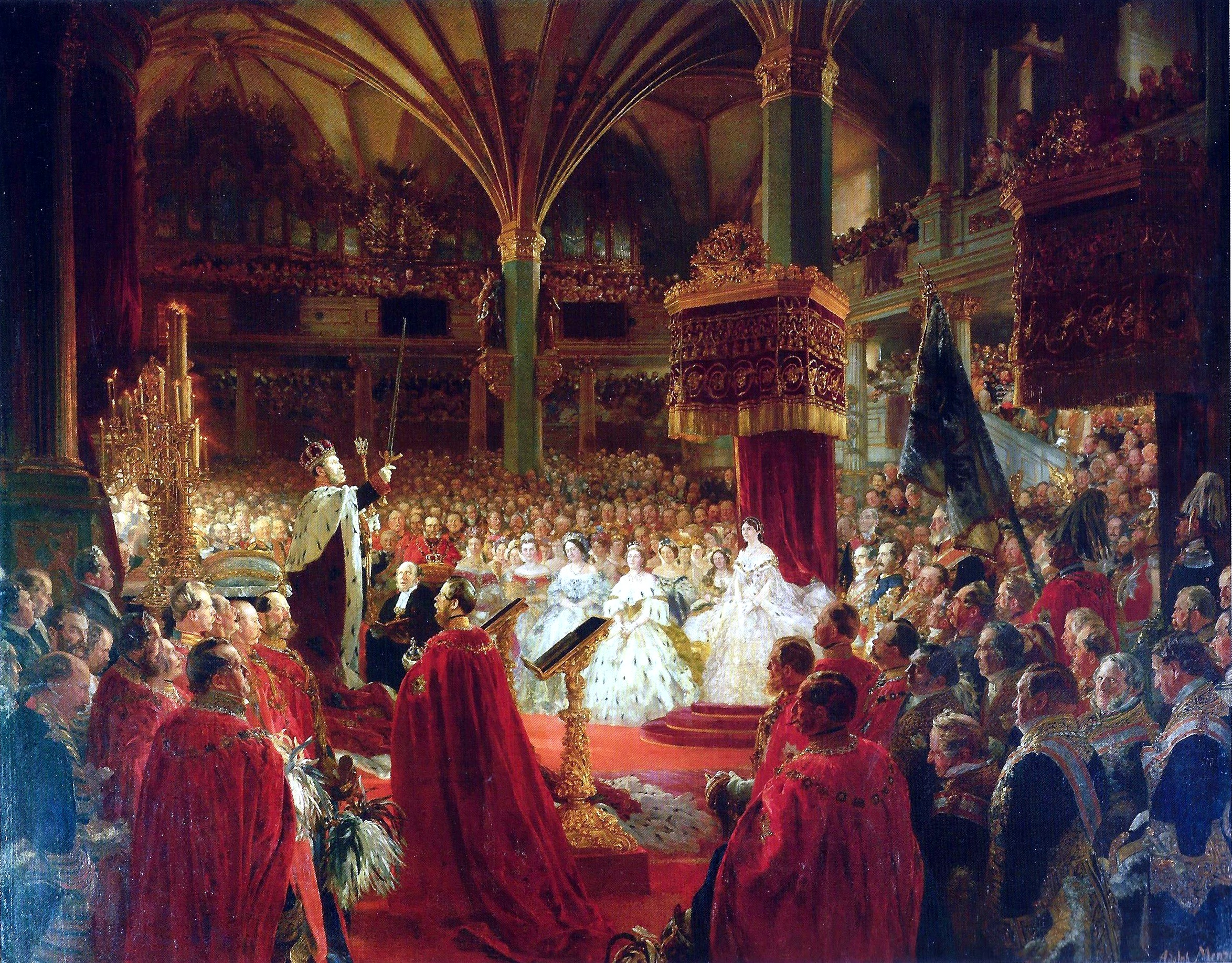
《威廉一世的加冕》，1865
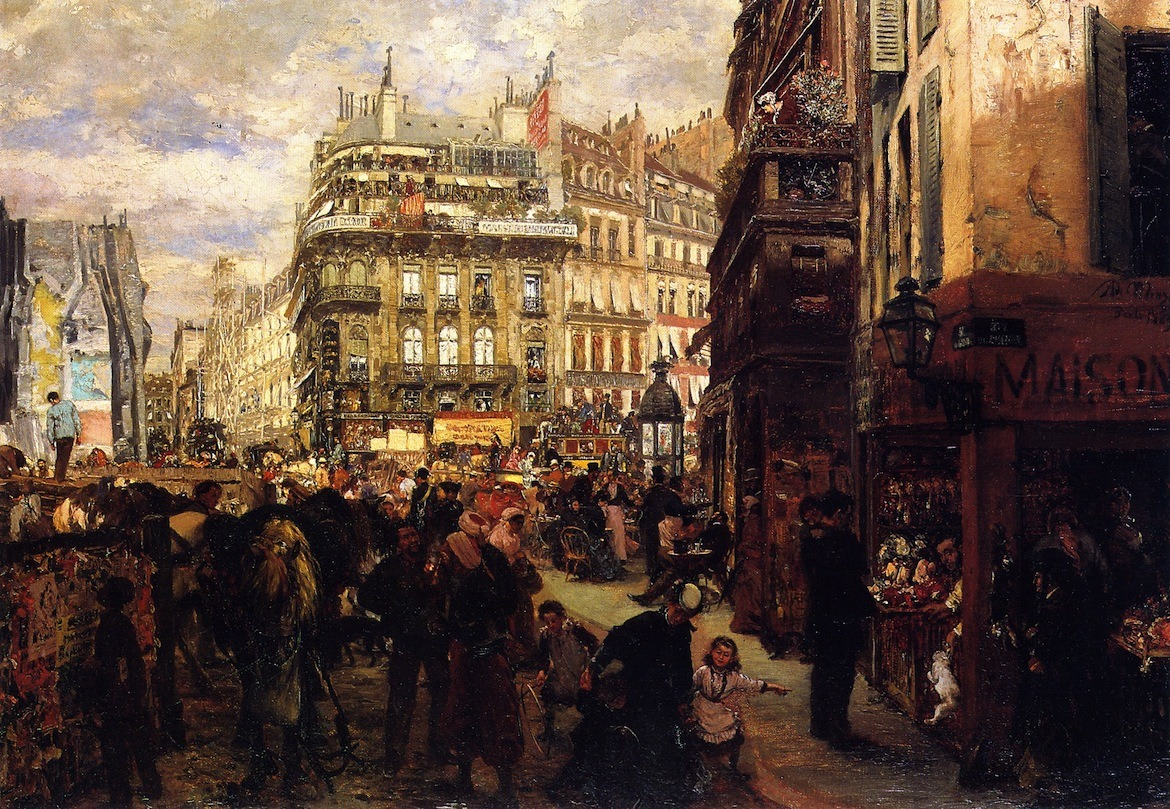
《巴黎的週末》 ，1869
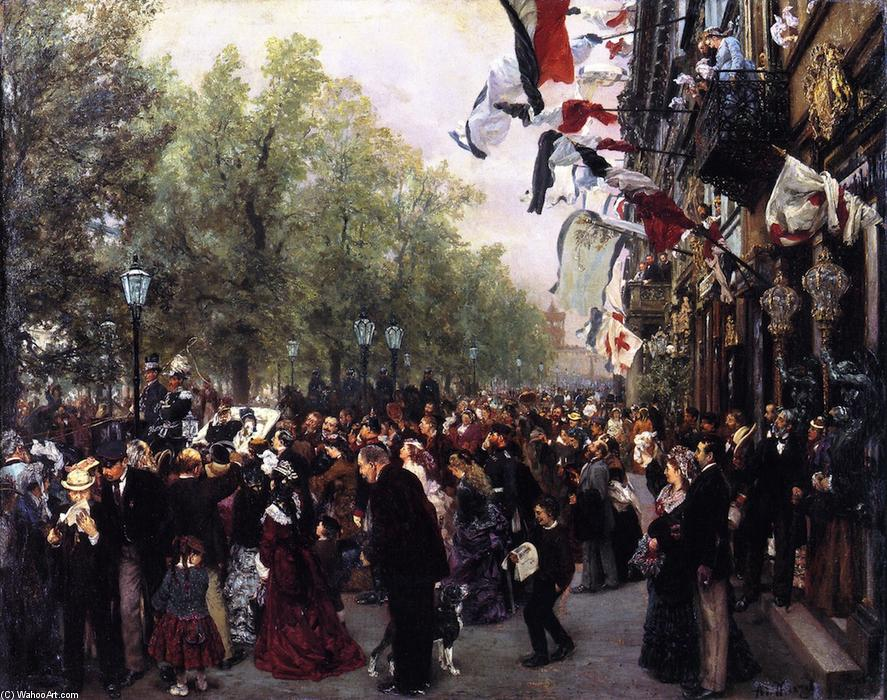
《1870年7月31日，國王威廉一世啟程參軍》1871
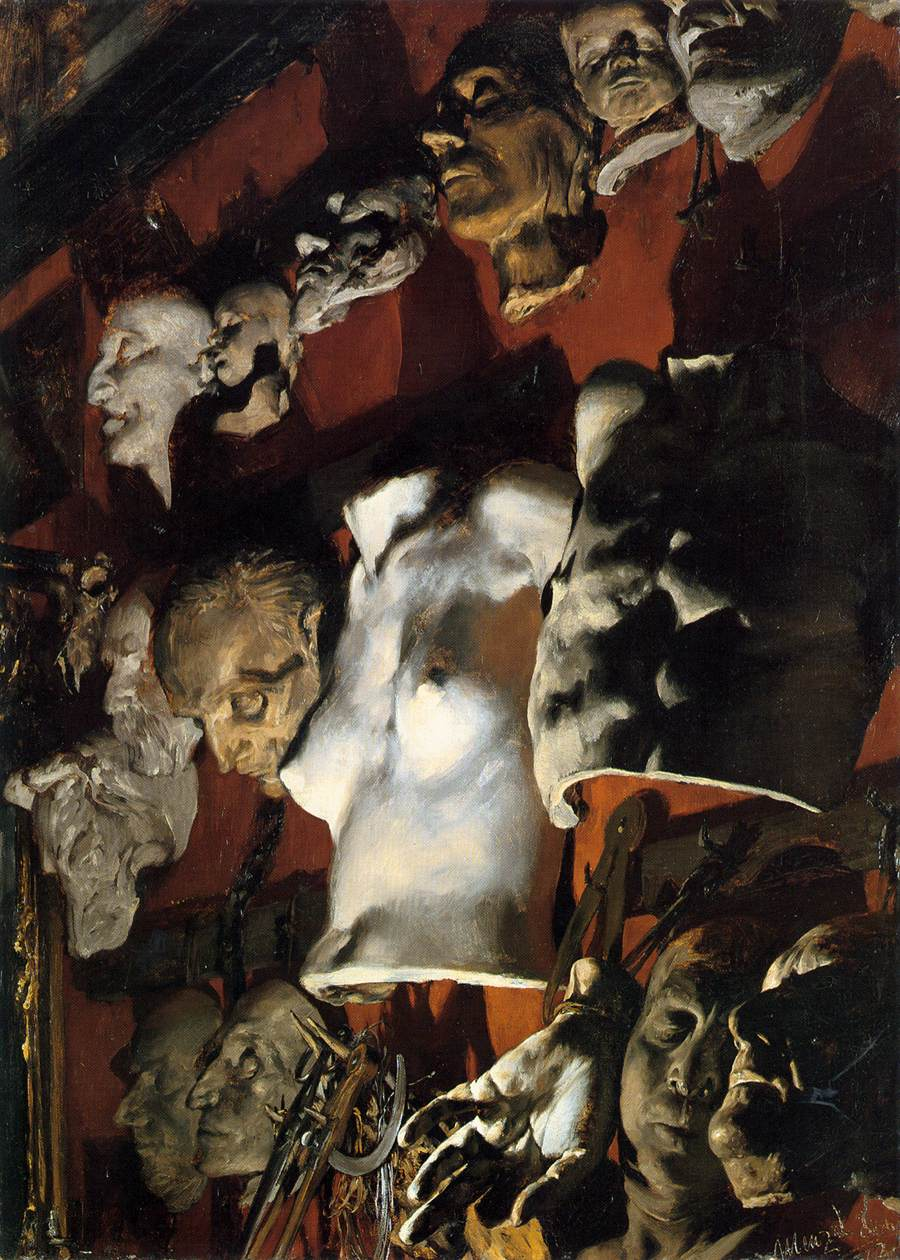
《畫室的牆壁》，1872
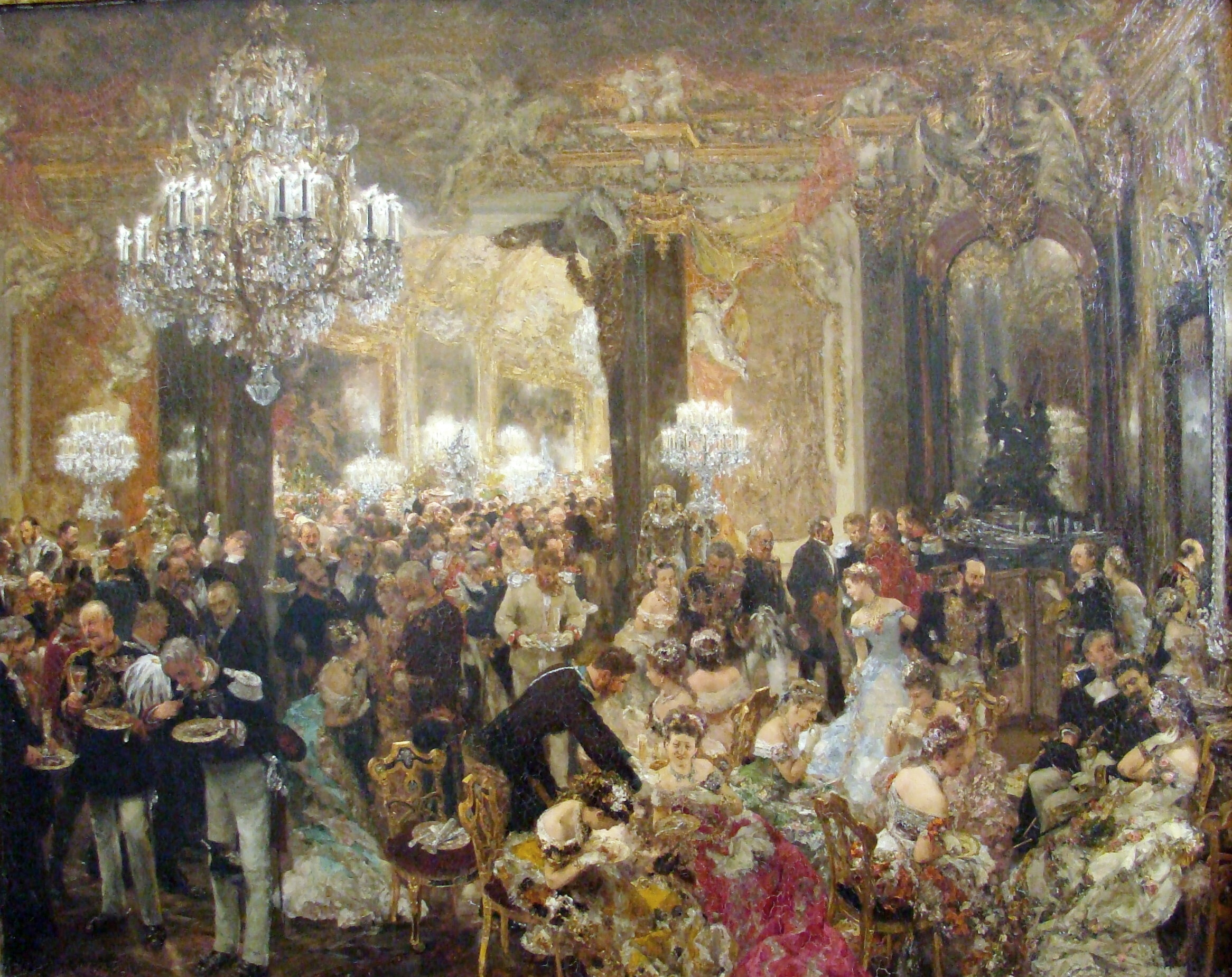
《舞會》，1878
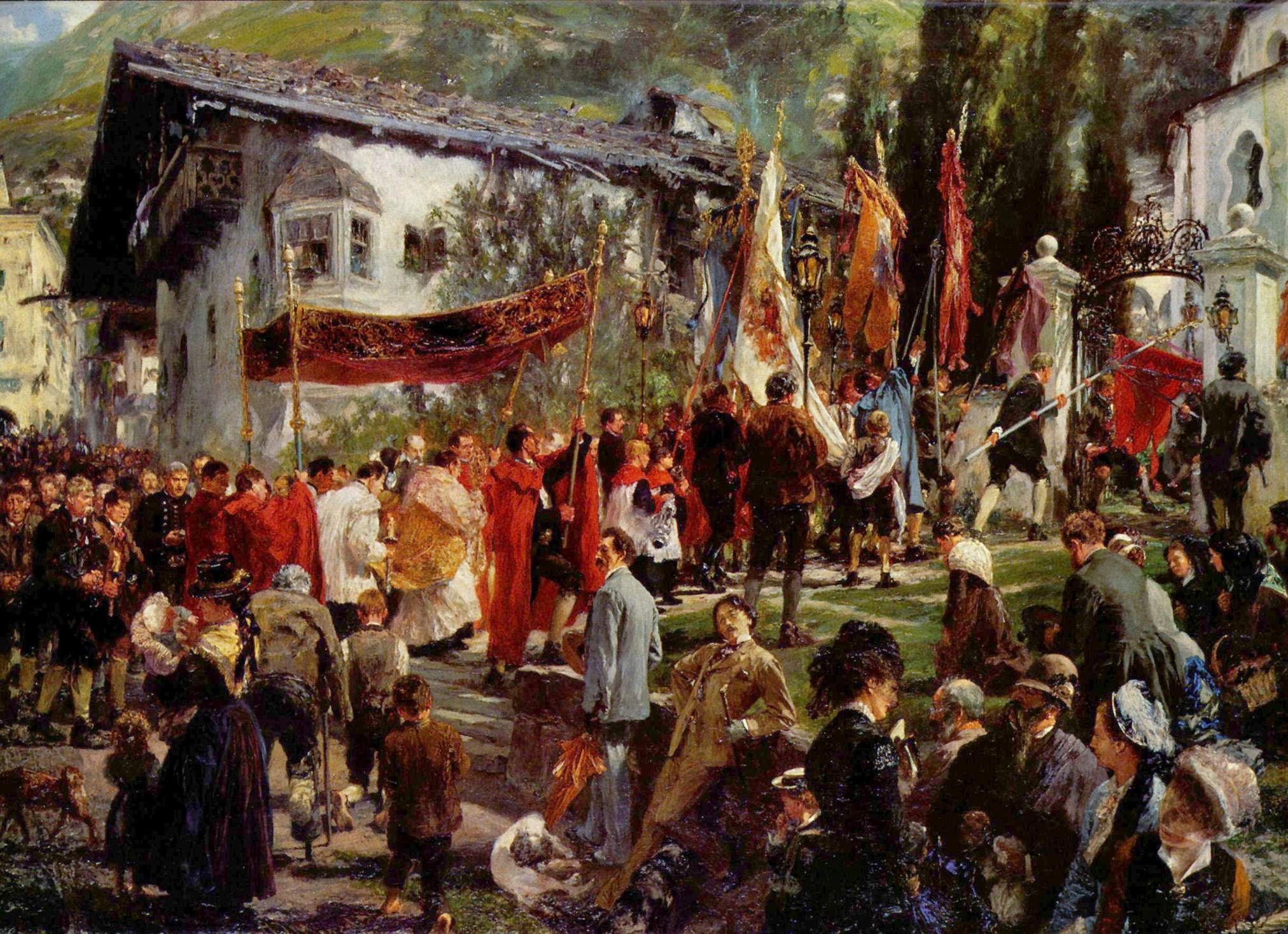
《巴特霍夫加施泰因的基督聖體聖血節》1880
《酒會》 ，1883
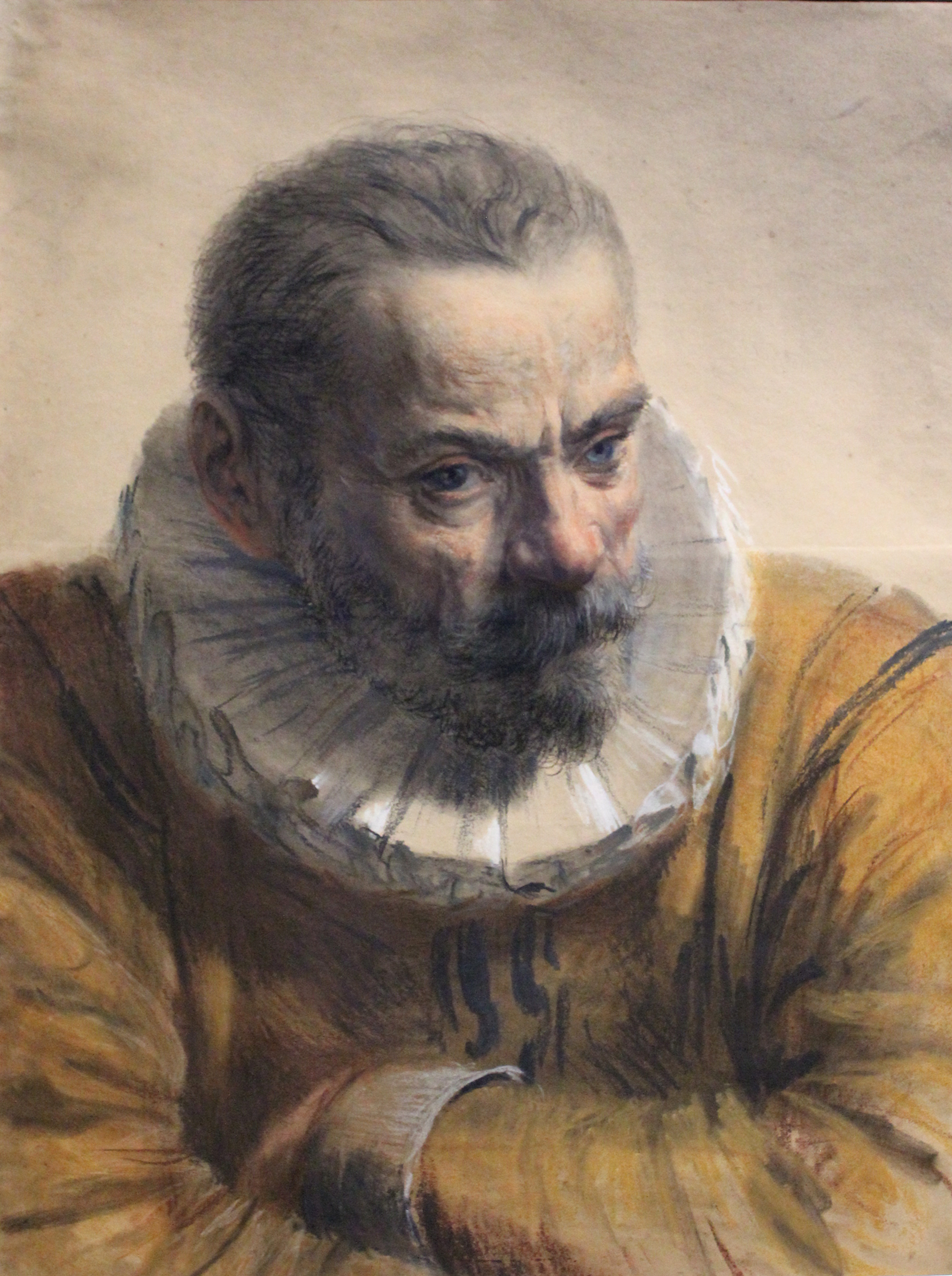
《學習一個男人的和襞襟》約 1850 年

## 參看
- 画家列表